# Îbnî Kurdî
Îbnî Kurdî (* 1379 in Scharazor; † 1439 in Mekka), auch bekannt als Ebû Ebdullahê Şems, war ein kurdischer Arzt. Er wurde 1379 in Scharazor geboren. Er zog mit seinen Eltern nach Damaskus und Palästina, wo er auch seine Ausbildung erhielt. Nach dem Tod seines Vaters zog er mit seiner Mutter nach Mekka. Er zeigte großes Interesse an der Medizin, insbesondere an der Orthopädie. Patienten aus verschiedenen Orten kamen zu ihm.  Er starb 1439 in Mekka, wo er auch  begraben wurde.